# Эренг, Пол
Пол Эренг (англ. Paul Ereng, род. 22 августа 1966) — кенийский бегун на средние дистанции. Олимпийский чемпион 1988 года на дистанции 800 метров. Первый в истории африканец, выигравший олимпийское золото на дистанции 800 метров.
Родился 22 августа 1966 года в Китале, провинция Рифт-Валли, Кения. Представитель народа туркана. Учился в Виргинском университете. За время обучения 2 раза стал победителем национальной ассоциации студенческого спорта на дистанции 800 метров (1988, 1989 годы).
На Олимпийских играх 1992 года смог дойти до полуфинала.